# Llista de topònims de la Roca del Vallès
Llista de topònims (noms propis de lloc) del municipi de la Roca del Vallès, al Vallès Oriental
Informació actualitzada per un bot. Els canvis manuals es perdran quan s'actualitzi!
| imatge | Nom                                | Ubicat a           | instància de | Detalls | coordenades                                        | Protecció | Commons (més fotos) | Dades a WD                    |
| ------ | ---------------------------------- | ------------------ | ------------ | ------- | -------------------------------------------------- | --------- | ------------------- | ----------------------------- |
|        | Alzinar amb lledoners de Bell-lloc | la Roca del Vallès |              |         | 41° 37′ 34″ N, 2° 20′ 07″ E / 41.6262°N,2.33537°E  |           |                     | Modifica les dades a Wikidata |
|        | Quercínies de can Cuana            | la Roca del Vallès |              |         | 41° 35′ 34″ N, 2° 19′ 18″ E / 41.59269°N,2.32175°E |           |                     | Modifica les dades a Wikidata |
|        | Verneda del Mogent                 | la Roca del Vallès |              |         | 41° 36′ 24″ N, 2° 20′ 48″ E / 41.60678°N,2.34676°E |           |                     | Modifica les dades a Wikidata |
|        | les 3 alzines de Bell-lloc         | la Roca del Vallès |              |         | 41° 37′ 33″ N, 2° 20′ 09″ E / 41.6259°N,2.33578°E  |           |                     | Modifica les dades a Wikidata |

## arbre singular
| imatge | Nom                                  | Ubicat a           | instància de   | Detalls                                                                  | coordenades                                                                               | Protecció | Commons (més fotos)     | Dades a WD                    |
| ------ | ------------------------------------ | ------------------ | -------------- | ------------------------------------------------------------------------ | ----------------------------------------------------------------------------------------- | --------- | ----------------------- | ----------------------------- |
|        | Cedre de can Messeguer               | la Roca del Vallès | arbre singular |                                                                          | 41° 36′ 39″ N, 2° 20′ 52″ E / 41.61087°N,2.34774°E                                        |           |                         | Modifica les dades a Wikidata |
|        | Cedre de la Torre                    | la Roca del Vallès | arbre singular |                                                                          | 41° 36′ 21″ N, 2° 21′ 15″ E / 41.6057°N,2.35415°E                                         |           |                         | Modifica les dades a Wikidata |
|        | Desmai de Can Gol                    | la Roca del Vallès | arbre singular |                                                                          | 41° 34′ 02″ N, 2° 18′ 31″ E / 41.56715°N,2.3085°E                                         |           |                         | Modifica les dades a Wikidata |
|        | Desmai de can Mañosa                 | la Roca del Vallès | arbre singular | Taxon: desmai (Salix babylonica)                                         | 41° 34′ 28″ N, 2° 19′ 06″ E / 41.57449°N,2.31825°E                                        |           |                         | Modifica les dades a Wikidata |
|        | Eucaliptus de can Solei              | la Roca del Vallès | arbre singular |                                                                          | 41° 34′ 13″ N, 2° 19′ 03″ E / 41.57028°N,2.31741°E                                        |           |                         | Modifica les dades a Wikidata |
|        | Eucaliptus de can Vidalet            | la Roca del Vallès | arbre singular | Taxon: eucaliptus blau (Eucalyptus globulus)                             | 41° 34′ 27″ N, 2° 20′ 17″ E / 41.57413°N,2.33814°E                                        |           |                         | Modifica les dades a Wikidata |
|        | Freixe de can Capella                | la Roca del Vallès | arbre singular |                                                                          | 41° 35′ 22″ N, 2° 21′ 04″ E / 41.58944°N,2.35109°E                                        |           |                         | Modifica les dades a Wikidata |
|        | Freixe de la Cros                    | la Roca del Vallès | arbre singular |                                                                          | 41° 36′ 06″ N, 2° 20′ 34″ E / 41.60161°N,2.34276°E                                        |           |                         | Modifica les dades a Wikidata |
|        | Llentiscle de Bell-lloc              | la Roca del Vallès | arbre singular |                                                                          | 41° 37′ 34″ N, 2° 20′ 09″ E / 41.62611°N,2.33573°E                                        |           |                         | Modifica les dades a Wikidata |
|        | Perer de can Pep Ros                 | la Roca del Vallès | arbre singular |                                                                          | 41° 35′ 30″ N, 2° 20′ 01″ E / 41.59168°N,2.33363°E                                        |           |                         | Modifica les dades a Wikidata |
|        | Pi blanc de les Carmelites           | la Roca del Vallès | arbre singular | Taxon: pi blanc (Pinus halepensis)                                       | 41° 35′ 45″ N, 2° 17′ 59″ E / 41.5959°N,2.29979°E                                         |           |                         | Modifica les dades a Wikidata |
|        | Pi i Roure de la Font de la Mansa    | la Roca del Vallès | arbre singular |                                                                          | 41° 34′ 41″ N, 2° 20′ 44″ E / 41.578049°N,2.345499°E                                      |           |                         | Modifica les dades a Wikidata |
|        | Pinyer de can Campmajor              | la Roca del Vallès | arbre singular |                                                                          | 41° 37′ 36″ N, 2° 19′ 46″ E / 41.62678°N,2.3295°E                                         |           |                         | Modifica les dades a Wikidata |
|        | Pinyer de can Claus                  | la Roca del Vallès | arbre singular |                                                                          | 41° 35′ 38″ N, 2° 20′ 41″ E / 41.5938°N,2.34462°E                                         |           |                         | Modifica les dades a Wikidata |
|        | Pinyer de can Esteve Tonico          | la Roca del Vallès | arbre singular | Taxon: pi pinyer (Pinus pinea)                                           | 41° 34′ 39″ N, 2° 19′ 06″ E / 41.57749°N,2.31827°E                                        |           |                         | Modifica les dades a Wikidata |
|        | Pinyer de can Gol                    | la Roca del Vallès | arbre singular | Taxon: pi pinyer (Pinus pinea)                                           | 41° 34′ 05″ N, 2° 18′ 48″ E / 41.568°N,2.31342°E                                          |           |                         | Modifica les dades a Wikidata |
|        | Pinyer de can Planes de la Muntanya  | la Roca del Vallès | arbre singular | Taxon: pi pinyer (Pinus pinea)                                           | 41° 35′ 13″ N, 2° 20′ 04″ E / 41.58698°N,2.33448°E                                        |           |                         | Modifica les dades a Wikidata |
|        | Pinyer de can Solei                  | la Roca del Vallès | arbre singular | Taxon: pi pinyer (Pinus pinea)                                           | 41° 34′ 11″ N, 2° 18′ 49″ E / 41.56977°N,2.31368°E                                        |           |                         | Modifica les dades a Wikidata |
|        | Pinyer de la Torre                   | la Roca del Vallès | arbre singular |                                                                          | 41° 36′ 20″ N, 2° 21′ 16″ E / 41.60566°N,2.35433°E                                        |           |                         | Modifica les dades a Wikidata |
|        | Pinyer del Casal d'avis (2)          | la Roca del Vallès | arbre singular | Taxon: pi pinyer (Pinus pinea)                                           | 41° 35′ 15″ N, 2° 19′ 34″ E / 41.58747°N,2.32602°E                                        |           |                         | Modifica les dades a Wikidata |
|        | Pinyers de can Gol                   | la Roca del Vallès | arbre singular | Taxon: pi pinyer (Pinus pinea)                                           | 41° 34′ 10″ N, 2° 18′ 58″ E / 41.56942°N,2.31609°E                                        |           |                         | Modifica les dades a Wikidata |
|        | Plataner de can Cuana                | la Roca del Vallès | arbre singular |                                                                          | 41° 35′ 29″ N, 2° 19′ 16″ E / 41.59149°N,2.32113°E                                        |           |                         | Modifica les dades a Wikidata |
|        | Pollancre restaurant can Cinto       | la Roca del Vallès | arbre singular |                                                                          | 41° 36′ 34″ N, 2° 21′ 11″ E / 41.60939°N,2.35309°E                                        |           |                         | Modifica les dades a Wikidata |
|        | Robínia de can Planes de la Muntanya | la Roca del Vallès | arbre singular |                                                                          | 41° 35′ 04″ N, 2° 20′ 16″ E / 41.58432°N,2.33772°E                                        |           |                         | Modifica les dades a Wikidata |
|        | Tesdàlia Coronopifòlia               | la Roca del Vallès | arbre singular | 20th century                                                             | 41° 35′ 23″ N, 2° 20′ 00″ E / 41.58974°N,2.33329°E ca:Cementiri, C-1415c (km. 15), 08430. |           |                         | Modifica les dades a Wikidata |
|        | alzina de Ca l'Argent                | la Roca del Vallès | arbre singular | Taxon: alzina (Quercus ilex)                                             | 41° 34′ 18″ N, 2° 20′ 20″ E / 41.571583°N,2.338812°E                                      |           |                         | Modifica les dades a Wikidata |
|        | alzina de can Alzina                 | la Roca del Vallès | arbre singular |                                                                          | 41° 35′ 37″ N, 2° 21′ 22″ E / 41.59364°N,2.35606°E                                        |           |                         | Modifica les dades a Wikidata |
|        | alzina de can Claus                  | la Roca del Vallès | arbre singular |                                                                          | 41° 35′ 39″ N, 2° 20′ 39″ E / 41.59407°N,2.34416°E                                        |           |                         | Modifica les dades a Wikidata |
|        | alzina de can Cuana (1)              | la Roca del Vallès | arbre singular |                                                                          | 41° 35′ 35″ N, 2° 19′ 21″ E / 41.59301°N,2.32256°E                                        |           |                         | Modifica les dades a Wikidata |
|        | alzina de can Cuana (2)              | la Roca del Vallès | arbre singular |                                                                          | 41° 35′ 32″ N, 2° 19′ 18″ E / 41.59224°N,2.32173°E                                        |           |                         | Modifica les dades a Wikidata |
|        | alzina de la Torre                   | la Roca del Vallès | arbre singular |                                                                          | 41° 36′ 21″ N, 2° 21′ 16″ E / 41.60584°N,2.35439°E                                        |           |                         | Modifica les dades a Wikidata |
|        | alzina de la font de can Colet       | la Roca del Vallès | arbre singular |                                                                          | 41° 35′ 27″ N, 2° 19′ 11″ E / 41.59092°N,2.31981°E                                        |           |                         | Modifica les dades a Wikidata |
|        | alzina de les Carmelites             | la Roca del Vallès | arbre singular | Taxon: alzina (Quercus ilex)                                             | 41° 35′ 47″ N, 2° 17′ 59″ E / 41.59652°N,2.29969°E                                        |           |                         | Modifica les dades a Wikidata |
|        | lledoner de Bell-lloc                | la Roca del Vallès | arbre singular |                                                                          | 41° 37′ 33″ N, 2° 20′ 06″ E / 41.62593°N,2.33507°E                                        |           |                         | Modifica les dades a Wikidata |
|        | lledoner de can Gol                  | la Roca del Vallès | arbre singular |                                                                          | 41° 34′ 06″ N, 2° 18′ 59″ E / 41.56835°N,2.31625°E                                        |           |                         | Modifica les dades a Wikidata |
|        | lledoner de la font de can Colet     | la Roca del Vallès | arbre singular | Taxon: lledoner (Celtis australis)                                       | 41° 35′ 28″ N, 2° 19′ 11″ E / 41.59098°N,2.31984°E                                        |           |                         | Modifica les dades a Wikidata |
|        | lledoner del restaurant el Pla       | la Roca del Vallès | arbre singular |                                                                          | 41° 35′ 46″ N, 2° 18′ 01″ E / 41.59602°N,2.30016°E                                        |           |                         | Modifica les dades a Wikidata |
|        | pi de Can Poc                        | la Roca del Vallès | arbre singular | Taxon: pi pinyer (Pinus pinea) Alt: 27m                                  | 41° 36′ 05″ N, 2° 22′ 04″ E / 41.601394°N,2.367715°E                                      |           | Pi de Can Poc           | Modifica les dades a Wikidata |
|        | pollancre de can Gol                 | la Roca del Vallès | arbre singular |                                                                          | 41° 34′ 10″ N, 2° 18′ 36″ E / 41.56934°N,2.30994°E                                        |           |                         | Modifica les dades a Wikidata |
|        | pollancre de la Torreta              | la Roca del Vallès | arbre singular | Taxon: pollancre ver (Populus nigra) Ample: 17m Alt: 16m Perímetre: 1.7m | 41° 36′ 05″ N, 2° 18′ 08″ E / 41.60131°N,2.30232°E 151 msnm                               |           | Pollancre de la Torreta | Modifica les dades a Wikidata |
|        | roure de Bell-lloc                   | la Roca del Vallès | arbre singular |                                                                          | 41° 37′ 36″ N, 2° 20′ 09″ E / 41.62677°N,2.33588°E                                        |           |                         | Modifica les dades a Wikidata |
|        | roure de les Carmelites (2)          | la Roca del Vallès | arbre singular |                                                                          | 41° 35′ 44″ N, 2° 18′ 00″ E / 41.59556°N,2.29988°E                                        |           |                         | Modifica les dades a Wikidata |
|        | roure del Sot del Turó del Gall      | la Roca del Vallès | arbre singular | Taxon: roure martinenc (Quercus pubescens)                               | 41° 34′ 44″ N, 2° 21′ 19″ E / 41.57895°N,2.35517°E                                        |           |                         | Modifica les dades a Wikidata |
|        | surera de can Campmajor              | la Roca del Vallès | arbre singular |                                                                          | 41° 37′ 39″ N, 2° 19′ 52″ E / 41.62739°N,2.331°E                                          |           |                         | Modifica les dades a Wikidata |
|        | surera de can Sagal                  | la Roca del Vallès | arbre singular | Taxon: alzina surera (Quercus suber)                                     | 41° 34′ 15″ N, 2° 20′ 10″ E / 41.57079°N,2.33608°E                                        |           |                         | Modifica les dades a Wikidata |

## bassa
| imatge | Nom                                | Ubicat a           | instància de | Detalls | coordenades                                          | Protecció | Commons (més fotos)                       | Dades a WD                    |
| ------ | ---------------------------------- | ------------------ | ------------ | ------- | ---------------------------------------------------- | --------- | ----------------------------------------- | ----------------------------- |
|        | bassa de Ca l'Argent               | la Roca del Vallès | bassa indret |         | 41° 34′ 07″ N, 2° 20′ 08″ E / 41.568611°N,2.335556°E |           | Bassa de Ca l'Argent (La Roca del Vallès) | Modifica les dades a Wikidata |
|        | bassa de Senglars de Sant Bartomeu | la Roca del Vallès | bassa indret |         | 41° 34′ 19″ N, 2° 19′ 41″ E / 41.571968°N,2.32818°E  |           |                                           | Modifica les dades a Wikidata |

## casa
| imatge | Nom                                 | Ubicat a           | instància de | Detalls                         | coordenades                                                                                                | Protecció                                  | Commons (més fotos)                                      | Dades a WD                    |
| ------ | ----------------------------------- | ------------------ | ------------ | ------------------------------- | --- | ------------------------------------------ | -------------------------------------------------------- | ----------------------------- |
|        | Cal Guineu                          | la Roca del Vallès | casa         | 18th century                    | 41° 35′ 21″ N, 2° 19′ 34″ E / 41.5892°N,2.32606°E ca:C. Major, 31, 08430                                   |                                            |                                                          | Modifica les dades a Wikidata |
|        | Cal Moixo-Muixo                     | la Roca del Vallès | casa         | 1680                            | 41° 35′ 21″ N, 2° 19′ 33″ E / 41.58914°N,2.32597°E ca:C. Major, 35, 08430                                  |                                            |                                                          | Modifica les dades a Wikidata |
|        | Can Barló Nou                       | la Roca del Vallès | casa         | 20th century                    | 41° 36′ 15″ N, 2° 19′ 07″ E / 41.60418°N,2.31861°E ca:Barri de les Valls, 08430                            |                                            |                                                          | Modifica les dades a Wikidata |
|        | Can Borrell                         | la Roca del Vallès | casa         |                                 | 41° 35′ 27″ N, 2° 19′ 09″ E / 41.59081°N,2.31927°E ca:C. d'en Josep Maria Gurt i Copons, 08430 130 msnm    |                                            | Can Borrell (la Roca del Vallès)                         | Modifica les dades a Wikidata |
|        | Can Rafael del Forn                 | la Roca del Vallès | casa         |                                 | 41° 35′ 35″ N, 2° 20′ 59″ E / 41.59294°N,2.34966°E ca:Barri Gasuacs, Can Rafael, 08430                     |                                            |                                                          | Modifica les dades a Wikidata |
|        | Can Roc                             | la Roca del Vallès | casa         | Estil: gòtic tardà 16th century | 41° 35′ 25″ N, 2° 19′ 32″ E / 41.5903278°N,2.3256518°E ca:C. de l'Església, 9                              | bé cultural d'interès local                | Can Roc (La Roca del Vallès)                             | Modifica les dades a Wikidata |
|        | Can Vicenç de la Torre              | la Roca del Vallès | casa         | 19th century                    | 41° 36′ 15″ N, 2° 21′ 04″ E / 41.60426°N,2.35108°E ca:C. d'en Jaume Cuyàs, 43, veïnat de l'Església, 08430 |                                            |                                                          | Modifica les dades a Wikidata |
|        | Casa Morris                         | la Roca del Vallès | casa         |                                 | 41° 35′ 04″ N, 2° 19′ 36″ E / 41.58452°N,2.32678°E ca:C. de la Verge del Carmen, 23, 08430                 |                                            |                                                          | Modifica les dades a Wikidata |
|        | Casal del Jove                      | la Roca del Vallès | casa         | Estil: gòtic flamíger           | 41° 35′ 21″ N, 2° 19′ 53″ E / 41.5892979°N,2.3312774°E                                                     | bé integrant del patrimoni cultural català |                                                          | Modifica les dades a Wikidata |
|        | casa al carrer de l'Església, 13-15 | la Roca del Vallès | casa         |                                 | 41° 35′ 25″ N, 2° 19′ 33″ E / 41.590383°N,2.325833°E ca:C. de l'Església, 13-15, 08430                     | bé integrant del patrimoni cultural català | Casa al carrer de l'Església, 13-15 (La Roca del Vallès) | Modifica les dades a Wikidata |

## castell
| imatge | Nom                  | Ubicat a           | instància de | Detalls                      | coordenades                                                                      | Protecció                                            | Commons (més fotos)           | Dades a WD                    |
| ------ | -------------------- | ------------------ | ------------ | ---------------------------- | -------------------------------------------------------------------------------- | ---------------------------------------------------- | ----------------------------- | ----------------------------- |
|        | Castell de Bell-lloc | la Roca del Vallès | castell      | Estil: arquitectura romànica | 41° 37′ 33″ N, 2° 20′ 07″ E / 41.62594°N,2.33533°E ca:Camí de Bell-lloc 231 msnm | bé d'interès cultural bé cultural d'interès nacional | Castillo de Bell-lloc         | Modifica les dades a Wikidata |
|        | Castell de la Roca   | la Roca del Vallès | castell      | Estil: arquitectura gòtica   | 41° 35′ 29″ N, 2° 19′ 41″ E / 41.591419°N,2.328037°E ca:Turó del Castell         | bé d'interès cultural bé cultural d'interès nacional | Castell de la Roca del Vallès | Modifica les dades a Wikidata |

## creu de terme
| imatge | Nom                                             | Ubicat a           | instància de  | Detalls | coordenades                                                                                                | Protecció | Commons (més fotos)         | Dades a WD                    |
| ------ | ----------------------------------------------- | ------------------ | ------------- | ------- | --- | --------- | --------------------------- | ----------------------------- |
|        | Creu del cementiri de Santa Agnès de Malanyanes | la Roca del Vallès | creu de terme | 1844    | 41° 36′ 18″ N, 2° 21′ 16″ E / 41.60513°N,2.35437°E ca:Cementiri de Santa Agnès de Malanyanes, 08430        |           |                             | Modifica les dades a Wikidata |
|        | creu de terme de la Torreta                     | la Roca del Vallès | creu de terme | 1911    | 41° 36′ 01″ N, 2° 17′ 54″ E / 41.60039°N,2.29826°E ca:Carrer de la Costa Brava- Passeig de can Grau, 08430 |           | Creu de terme de la Torreta | Modifica les dades a Wikidata |

## curs d'aigua
| imatge | Nom                      | Ubicat a | instància de     | Detalls                        | coordenades                                                                                               | Protecció | Commons (més fotos) | Dades a WD                    |
| ------ | ------------------------ | --- | ---------------- | ------------------------------ | --- | --------- | ------------------- | ----------------------------- |
|        | Mogent                   | Llinars del Vallès Vilalba Sasserra la Roca del Vallès Vallromanes Montornès del Vallès Vilanova del Vallès | curs d'aigua riu | Desemboca: Besòs Llarg: 31.4km | 41° 38′ 06″ N, 2° 27′ 14″ E / 41.635103°N,2.453769°E 41° 32′ 48″ N, 2° 15′ 05″ E / 41.546602°N,2.251394°E |           | Mogent              | Modifica les dades a Wikidata |
|        | riera de Vallfornès      | Vallès Oriental                                                                                             | curs d'aigua     | Desemboca: Mogent              | 41° 45′ 51″ N, 2° 19′ 59″ E / 41.764083°N,2.333143°E 41° 36′ 49″ N, 2° 21′ 19″ E / 41.613516°N,2.355208°E |           | Riera de Vallfornès | Modifica les dades a Wikidata |
|        | torrent de Sant Bartomeu | la Roca del Vallès                                                                                          | curs d'aigua     | Desemboca: Mogent              | 41° 33′ 43″ N, 2° 20′ 20″ E / 41.562002°N,2.338835°E 41° 34′ 37″ N, 2° 18′ 54″ E / 41.5769°N,2.315064°E   |           |                     | Modifica les dades a Wikidata |

## dolmen
| imatge | Nom                        | Ubicat a                               | instància de | Detalls | coordenades                                                                                        | Protecció                   | Commons (més fotos)  | Dades a WD                    |
| ------ | -------------------------- | -------------------------------------- | ------------ | ------- | -------------------------------------------------------------------------------------------------- | --------------------------- | -------------------- | ----------------------------- |
|        | Cabana del Moro de Céllecs | la Roca del Vallès                     | dolmen       |         | 41° 33′ 58″ N, 2° 20′ 01″ E / 41.5660192922954°N,2.33369857143074°E                                |                             |                      | Modifica les dades a Wikidata |
|        | dolmen de Can Gol I        | la Roca del Vallès Vilanova del Vallès | dolmen       |         | 41° 33′ 49″ N, 2° 18′ 50″ E / 41.5635885°N,2.3139426°E                                             | bé cultural d'interès local | Dolmen de Can Gol I  | Modifica les dades a Wikidata |
|        | dolmen de Can Gol II       | la Roca del Vallès                     | dolmen       |         | 41° 33′ 54″ N, 2° 19′ 05″ E / 41.565°N,2.318056°E                                                  | bé cultural d'interès local | Dolmen de Can Gol II | Modifica les dades a Wikidata |
|        | dolmen de Can Planes       | la Roca del Vallès                     | dolmen       |         | 41° 35′ 10″ N, 2° 20′ 26″ E / 41.586111°N,2.340556°E ca:Camí de Can Planes                         | bé cultural d'interès local | Dolmen de Can Planes | Modifica les dades a Wikidata |
|        | dolmen de Céllecs          | la Roca del Vallès                     | dolmen       |         | 41° 34′ 00″ N, 2° 19′ 54″ E / 41.566547°N,2.331754°E ca:Accés des de la urb. Les Roquetes 338 msnm | bé cultural d'interès local | Dolmen de Céllecs    | Modifica les dades a Wikidata |

## edifici
| imatge | Nom                                           | Ubicat a           | instància de | Detalls                         | coordenades                                                                    | Protecció                                  | Commons (més fotos) | Dades a WD                    |
| ------ | --------------------------------------------- | ------------------ | ------------ | ------------------------------- | ------------------------------------------------------------------------------ | ------------------------------------------ | ------------------- | ----------------------------- |
|        | Ca la Grassa-can Mario                        | la Roca del Vallès | edifici      | 19th century                    | 41° 35′ 23″ N, 2° 19′ 33″ E / 41.58961°N,2.32574°E ca:C. Major, 12, 08430      |                                            |                     | Modifica les dades a Wikidata |
|        | Caixa de Pensions                             | la Roca del Vallès | edifici      | Estil: noucentisme 19th century | 41° 35′ 16″ N, 2° 19′ 35″ E / 41.5879°N,2.32632°E ca:Anselm Clavé, 44          | bé integrant del patrimoni cultural català |                     | Modifica les dades a Wikidata |
|        | Cooperativa la Roca de Labradores y Ganaderos | la Roca del Vallès | edifici      | 20th century                    | 41° 35′ 08″ N, 2° 19′ 31″ E / 41.58554°N,2.3254°E ca:C. Catalunya, 71, 08430   |                                            |                     | Modifica les dades a Wikidata |
|        | Patronat parroquial de Sant Sadurní           | la Roca del Vallès | edifici      | 1933                            | 41° 35′ 27″ N, 2° 19′ 34″ E / 41.5907°N,2.3261°E ca:C. de l'Església, 4, 08430 |                                            |                     | Modifica les dades a Wikidata |
|        | Rectoria vella de Santa Agnès                 | la Roca del Vallès | edifici      |                                 | 41° 36′ 15″ N, 2° 21′ 19″ E / 41.6041°N,2.35523°E ca:Camí d'Alcoll, 21, 08430  |                                            |                     | Modifica les dades a Wikidata |
|        | Torre d'en Ridameia                           | la Roca del Vallès | edifici      |                                 | 41° 34′ 50″ N, 2° 19′ 33″ E / 41.58057°N,2.3259°E ca:C. d'en Reixac, 39, 08430 |                                            |                     | Modifica les dades a Wikidata |

## edifici escolar
| imatge | Nom                                  | Ubicat a           | instància de                       | Detalls                          | coordenades | Protecció | Commons (més fotos) | Dades a WD                    |
| ------ | ------------------------------------ | ------------------ | ---------------------------------- | -------------------------------- | --- | --------- | ------------------- | ----------------------------- |
|        | Escoles de Bell-lloc/Parc de Belloch | la Roca del Vallès | edifici escolar conjunt d'edificis | Estil: arquitectura moderna 1968 | 41° 37′ 41″ N, 2° 20′ 17″ E / 41.628116607666016°N,2.338109016418457°E 41° 37′ 39″ N, 2° 20′ 19″ E / 41.62748°N,2.33852°E ca:Camí de Bell-lloc ca:Ctra. C-251, Km. 5,6, 08430 |           |                     | Modifica les dades a Wikidata |
|        | Universitas Telefónica (Bell-lloc)   | la Roca del Vallès | edifici escolar                    |                                  | 41° 37′ 40″ N, 2° 20′ 22″ E / 41.62774658203125°N,2.339488983154297°E ca:Camí de Bell-lloc                                                                                    |           |                     | Modifica les dades a Wikidata |

## edifici residencial
| imatge | Nom         | Ubicat a           | instància de             | Detalls | coordenades | Protecció | Commons (més fotos) | Dades a WD                    |
| ------ | ----------- | ------------------ | ------------------------ | ------- | --- | --------- | ------------------- | ----------------------------- |
|        | Cal Cafeter | la Roca del Vallès | edifici residencial casa |         | 41° 35′ 20″ N, 2° 19′ 34″ E / 41.58891296386719°N,2.325974702835083°E 41° 35′ 20″ N, 2° 19′ 34″ E / 41.58893°N,2.32611°E ca:Major, 43 |           |                     | Modifica les dades a Wikidata |
|        | Can Mates   | la Roca del Vallès | edifici residencial      |         | 41° 35′ 19″ N, 2° 19′ 35″ E / 41.58869171142578°N,2.326317071914673°E ca:Dalt, 9                                                      |           |                     | Modifica les dades a Wikidata |

## element arquitectònic
| imatge | Nom                                | Ubicat a           | instància de          | Detalls      | coordenades                                                                                          | Protecció | Commons (més fotos) | Dades a WD                    |
| ------ | ---------------------------------- | ------------------ | --------------------- | ------------ | --- | --------- | ------------------- | ----------------------------- |
|        | Capella de can Nebot Gros          | la Roca del Vallès | element arquitectònic | 16th century | 41° 34′ 54″ N, 2° 19′ 51″ E / 41.58174°N,2.33081°E ca:C. de Bonavista (can Nebot Gros), 08430        |           |                     | Modifica les dades a Wikidata |
|        | Forn de can Planes                 | la Roca del Vallès | element arquitectònic |              | 41° 35′ 10″ N, 2° 19′ 54″ E / 41.58619°N,2.33156°E ca:Al final del carrer Espronceda, 08430          |           |                     | Modifica les dades a Wikidata |
|        | Glorieta de can Torrents           | la Roca del Vallès | element arquitectònic | 19th century | 41° 35′ 15″ N, 2° 19′ 34″ E / 41.58762°N,2.32616°E ca:Al bell mig de la plaça de can Torrents, 08430 |           |                     | Modifica les dades a Wikidata |
|        | Glorieta de la Miranda d'en Puntes | la Roca del Vallès | element arquitectònic | 20th century | 41° 36′ 20″ N, 2° 18′ 37″ E / 41.60565°N,2.31015°E ca:Paratge de la Miranda, 08430                   |           |                     | Modifica les dades a Wikidata |
|        | Oratori de Santa Agnès             | la Roca del Vallès | element arquitectònic | 1762         | 41° 36′ 14″ N, 2° 21′ 20″ E / 41.60401°N,2.35554°E ca:Camí d'Alcoll, veïnat de l'Església, 08430     |           |                     | Modifica les dades a Wikidata |

## entitat singular de població
| imatge | Nom                       | Ubicat a           | instància de                                                                   | Detalls  | coordenades                                                       | Protecció | Commons (més fotos)                            | Dades a WD                    |
| ------ | ------------------------- | ------------------ | ------------------------------------------------------------------------------ | -------- | ----------------------------------------------------------------- | --------- | ---------------------------------------------- | ----------------------------- |
|        | Santa Agnès de Malanyanes | la Roca del Vallès | entitat singular de població ens local històric de Catalunya                   | 1804 hab | 41° 36′ 18″ N, 2° 21′ 16″ E / 41.605°N,2.354444°E 145 msnm        |           | Santa Agnès de Malanyanes (La Roca del Vallès) | Modifica les dades a Wikidata |
|        | la Roca del Vallès        | la Roca del Vallès | entitat singular de població capital municipal ens local històric de Catalunya | 6447 hab | 41° 35′ 12″ N, 2° 19′ 32″ E / 41.58658677°N,2.32542696°E 121 msnm |           |                                                | Modifica les dades a Wikidata |
|        | la Torreta                | la Roca del Vallès | entitat singular de població                                                   | 2705 hab | 41° 36′ 08″ N, 2° 18′ 04″ E / 41.60235222°N,2.30098194°E 166 msnm |           | La Torreta (la Roca del Vallès)                | Modifica les dades a Wikidata |

## església
| imatge | Nom                         | Ubicat a           | instància de                 | Detalls                                   | coordenades | Protecció                                  | Commons (més fotos)                  | Dades a WD                    |
| ------ | --------------------------- | ------------------ | ---------------------------- | ----------------------------------------- | --- | ------------------------------------------ | ------------------------------------ | ----------------------------- |
|        | Sant Bartomeu de Cabanyes   | la Roca del Vallès | església edifici             | Estil: arquitectura romànica              | 41° 33′ 44″ N, 2° 20′ 36″ E / 41.56235°N,2.34329°E                                                               | bé integrant del patrimoni cultural català | Sant Bartomeu de Cabanyes            | Modifica les dades a Wikidata |
|        | Sant Pere de Bell-lloc      | la Roca del Vallès | església                     |                                           | 41° 37′ 34″ N, 2° 20′ 06″ E / 41.6260323096389°N,2.33488173462665°E                                              |                                            |                                      | Modifica les dades a Wikidata |
|        | Santa Agnès de Malanyanes   | la Roca del Vallès | església església parroquial | Estil: arquitectura romànica              | 41° 36′ 18″ N, 2° 21′ 16″ E / 41.605°N,2.35445°E ca:Veïnat de l'Església, 08430                                  | bé cultural d'interès local                | Santa Agnès de Malanyanes (església) | Modifica les dades a Wikidata |
|        | Santa Maria de Malanyanes   | la Roca del Vallès | església                     | Estil: arquitectura romànica 13rd century | 41° 35′ 37″ N, 2° 21′ 21″ E / 41.5935°N,2.35592°E ca:Santa Agnès de Malanyanes 192 msnm                          | bé cultural d'interès local                | Santa Maria de Malanyanes            | Modifica les dades a Wikidata |
|        | Santa Maria del Jaire       | la Roca del Vallès | església                     | 1986                                      | 41° 36′ 14″ N, 2° 18′ 03″ E / 41.6040231239589°N,2.30071434791462°E ca:Passatge Santa Maria del Jaire, sn, 08430 |                                            |                                      | Modifica les dades a Wikidata |
|        | capella del Coll de Parpers | la Roca del Vallès | església                     |                                           | 41° 34′ 56″ N, 2° 21′ 54″ E / 41.582355°N,2.364977°E 295 msnm                                                    |                                            | Capella del Coll de Parpers          | Modifica les dades a Wikidata |

## font
| imatge | Nom                                  | Ubicat a           | instància de | Detalls      | coordenades | Protecció | Commons (més fotos)                    | Dades a WD                    |
| ------ | ------------------------------------ | ------------------ | ------------ | ------------ | --- | --------- | -------------------------------------- | ----------------------------- |
|        | font de Sant Bartomeu de Cabanyes    | la Roca del Vallès | font         |              | 41° 33′ 52″ N, 2° 20′ 29″ E / 41.564389°N,2.341511°E 350 msnm                                                                |           | Font de Sant Bartomeu de Cabanyes      | Modifica les dades a Wikidata |
|        | font de can Planes                   | la Roca del Vallès | font         |              | 41° 35′ 07″ N, 2° 19′ 58″ E / 41.58522°N,2.33272°E ca:A llevant de l'encreuament entre els carrers Picasso i del Bosc, 08430 |           |                                        | Modifica les dades a Wikidata |
|        | font de la Mansa                     | la Roca del Vallès | font         | 20th century | 41° 34′ 33″ N, 2° 20′ 39″ E / 41.575845°N,2.344268°E ca:Ruta prehistòrica de La Roca del Vallès, 08430. 283 msnm             |           | Font de la Mansa                       | Modifica les dades a Wikidata |
|        | font de la Mare de Déu de Malanyanes | la Roca del Vallès | font         |              | 41° 35′ 40″ N, 2° 21′ 31″ E / 41.594569°N,2.358494°E                                                                         |           |                                        | Modifica les dades a Wikidata |
|        | font de la Salut-font de can Borrell | la Roca del Vallès | font         |              | 41° 35′ 25″ N, 2° 19′ 11″ E / 41.59027°N,2.31965°E ca:Urbanització can Borrell, 08430 121 msnm                               |           | Font de la Salut - font de Can Borrell | Modifica les dades a Wikidata |

## granja
| imatge | Nom                  | Ubicat a           | instància de | Detalls | coordenades                                                         | Protecció | Commons (més fotos) | Dades a WD                    |
| ------ | -------------------- | ------------------ | ------------ | ------- | ------------------------------------------------------------------- | --------- | ------------------- | ----------------------------- |
|        | Granges Gómez        | la Roca del Vallès | granja       |         | 41° 35′ 47″ N, 2° 19′ 40″ E / 41.5964839674429°N,2.32787773350585°E |           |                     | Modifica les dades a Wikidata |
|        | Granges de Can Forns | la Roca del Vallès | granja       |         | 41° 35′ 13″ N, 2° 21′ 57″ E / 41.5868545274145°N,2.36580522679345°E |           |                     | Modifica les dades a Wikidata |
|        | Granja Espuga        | la Roca del Vallès | granja       |         | 41° 36′ 01″ N, 2° 19′ 58″ E / 41.6001791793795°N,2.33290330824406°E |           |                     | Modifica les dades a Wikidata |
|        | Granja d'Isidre Mal  | la Roca del Vallès | granja       |         | 41° 36′ 01″ N, 2° 20′ 05″ E / 41.6004063946243°N,2.33480894361499°E |           |                     | Modifica les dades a Wikidata |

## indret
| imatge | Nom                | Ubicat a           | instància de       | Detalls | coordenades                                          | Protecció                      | Commons (més fotos) | Dades a WD                    |
| ------ | ------------------ | ------------------ | ------------------ | ------- | ---------------------------------------------------- | ------------------------------ | ------------------- | ----------------------------- |
|        | Pedra de les Creus | la Roca del Vallès | indret             |         | 41° 34′ 04″ N, 2° 19′ 24″ E / 41.567661°N,2.323389°E | bé cultural d'interès nacional | Pedra de les Creus  | Modifica les dades a Wikidata |
|        | Plat de Molí       | la Roca del Vallès | indret             |         | 41° 34′ 14″ N, 2° 19′ 56″ E / 41.570604°N,2.332092°E |                                | Plat de Molí        | Modifica les dades a Wikidata |
|        | Sargar de la Roca  | la Roca del Vallès | indret zona humida |         | 41° 34′ 32″ N, 2° 18′ 47″ E / 41.5755°N,2.3131°E     |                                |                     | Modifica les dades a Wikidata |

## jaciment arqueològic
| imatge | Nom                                    | Ubicat a           | instància de                    | Detalls | coordenades                                                   | Protecció                                                                                        | Commons (més fotos)   | Dades a WD                    |
| ------ | -------------------------------------- | ------------------ | ------------------------------- | ------- | ------------------------------------------------------------- | ------------------------------------------------------------------------------------------------ | --------------------- | ----------------------------- |
|        | Pedra de l'Escorpí                     | la Roca del Vallès | jaciment arqueològic            |         | 41° 34′ 53″ N, 2° 20′ 26″ E / 41.581343°N,2.340543°E          | bé cultural d'interès local                                                                      |                       | Modifica les dades a Wikidata |
|        | Pedra de les Orenetes                  | la Roca del Vallès | jaciment arqueològic            |         | 41° 34′ 00″ N, 2° 19′ 28″ E / 41.5667°N,2.32444°E             | bé d'interès cultural lloc component de Patrimoni de la Humanitat bé cultural d'interès nacional | Pedra de les Orenetes | Modifica les dades a Wikidata |
|        | Poblat Ibèric del Turó de Can Santpere | la Roca del Vallès | jaciment arqueològic            |         | 41° 34′ 57″ N, 2° 20′ 12″ E / 41.58261°N,2.336755°E           | bé cultural d'interès local                                                                      |                       | Modifica les dades a Wikidata |
|        | jaciment del Camí de Can Grau          | la Roca del Vallès | jaciment arqueològic necròpolis |         | 41° 35′ 43″ N, 2° 17′ 57″ E / 41.595363°N,2.299213°E 160 msnm | bé integrant del patrimoni cultural català                                                       |                       | Modifica les dades a Wikidata |

## masia
| imatge | Nom                             | Ubicat a                    | instància de | Detalls                                                  | coordenades | Protecció                                  | Commons (més fotos)                  | Dades a WD                    |
| ------ | ------------------------------- | --------------------------- | ------------ | -------------------------------------------------------- | --- | ------------------------------------------ | ------------------------------------ | ----------------------------- |
|        | Ca l'Alzina                     | la Roca del Vallès          | masia        |                                                          | 41° 35′ 37″ N, 2° 21′ 24″ E / 41.5935776825036°N,2.35675247803078°E ca:Camí de Ca l'Alzina                                                                               |                                            |                                      | Modifica les dades a Wikidata |
|        | Ca l'Amat                       | la Roca del Vallès          | masia        |                                                          | 41° 35′ 39″ N, 2° 21′ 16″ E / 41.5941688282191°N,2.3545508474009°E |                                            |                                      | Modifica les dades a Wikidata |
|        | Ca l'Argent                     | la Roca del Vallès          | masia        | Estil: arquitectura popular                              | 41° 34′ 19″ N, 2° 20′ 18″ E / 41.5718111692945°N,2.33841288732851°E ca:Al quilòmetre 2 de la carretera BV-5106, de la Roca del Vallès a Òrrius, 08430                    | bé cultural d'interès local                |                                      | Modifica les dades a Wikidata |
|        | Ca l'Esquerrà                   | la Roca del Vallès          | masia        |                                                          | 41° 35′ 50″ N, 2° 21′ 28″ E / 41.5972°N,2.35783°E ca:Barri de l'Ermita, pla de les Teixoneres, 08430                                                                     |                                            |                                      | Modifica les dades a Wikidata |
|        | Ca n'Eres Vell                  | la Roca del Vallès Cardedeu | masia        | Estil: arquitectura popular                              | 41° 37′ 26″ N, 2° 20′ 44″ E / 41.62387°N,2.34551°E ca:Barri de Bell-lloc, en el límit amb el terme municipal de Cardedeu, 08430                                          | bé integrant del patrimoni cultural català |                                      | Modifica les dades a Wikidata |
|        | Ca n'Oriac                      | la Roca del Vallès          | masia        |                                                          | 41° 37′ 21″ N, 2° 20′ 24″ E / 41.62255°N,2.33997°E |                                            |                                      | Modifica les dades a Wikidata |
|        | Cal Mima                        | la Roca del Vallès          | masia        |                                                          | 41° 36′ 13″ N, 2° 21′ 21″ E / 41.6035166781796°N,2.3558617470163°E |                                            |                                      | Modifica les dades a Wikidata |
|        | Cal Pastor                      | la Roca del Vallès          | masia        |                                                          | 41° 35′ 27″ N, 2° 21′ 07″ E / 41.5908401103558°N,2.35205241239239°E |                                            |                                      | Modifica les dades a Wikidata |
|        | Cal Rajoler                     | la Roca del Vallès          | masia        | 1906                                                     | 41° 34′ 48″ N, 2° 19′ 33″ E / 41.58003°N,2.32595°E ca:C. d'en Reixac, 50, 08430                                                                                          |                                            |                                      | Modifica les dades a Wikidata |
|        | Cal Toio                        | la Roca del Vallès          | masia        |                                                          | 41° 35′ 24″ N, 2° 21′ 16″ E / 41.5901151231272°N,2.35447124902341°E |                                            |                                      | Modifica les dades a Wikidata |
|        | Can Balderic                    | la Roca del Vallès          | masia        |                                                          | 41° 34′ 43″ N, 2° 19′ 51″ E / 41.5784772402632°N,2.33075152592435°E |                                            |                                      | Modifica les dades a Wikidata |
|        | Can Barangó                     | la Roca del Vallès          | masia        |                                                          | 41° 34′ 38″ N, 2° 21′ 09″ E / 41.5772057900312°N,2.35252458318812°E |                                            |                                      | Modifica les dades a Wikidata |
|        | Can Barló                       | la Roca del Vallès          | masia        |                                                          | 41° 36′ 14″ N, 2° 19′ 07″ E / 41.6039956751395°N,2.3186433964533°E |                                            |                                      | Modifica les dades a Wikidata |
|        | Can Campmajor                   | la Roca del Vallès          | masia        | 1687                                                     | 41° 37′ 47″ N, 2° 19′ 50″ E / 41.629799508355°N,2.3306051435193°E ca:Barri de Bell-lloc, entre la Turona i el bosc de ca n'Oriac, 08430                                  |                                            |                                      | Modifica les dades a Wikidata |
|        | Can Canela                      | la Roca del Vallès          | masia        |                                                          | 41° 34′ 38″ N, 2° 19′ 49″ E / 41.577149830397°N,2.33017744854824°E |                                            |                                      | Modifica les dades a Wikidata |
|        | Can Carpinell/Can Quico Guiu    | la Roca del Vallès          | masia        |                                                          | 41° 34′ 49″ N, 2° 19′ 36″ E / 41.58015°N,2.32658°E ca:C. d'en Reixac, 64, 08430                                                                                          |                                            |                                      | Modifica les dades a Wikidata |
|        | Can Civit                       | la Roca del Vallès          | masia        |                                                          | 41° 35′ 33″ N, 2° 17′ 52″ E / 41.5925388944437°N,2.29775472795111°E |                                            |                                      | Modifica les dades a Wikidata |
|        | Can Claus                       | la Roca del Vallès          | masia        |                                                          | 41° 36′ 07″ N, 2° 20′ 16″ E / 41.601989284186°N,2.3376758114998°E |                                            |                                      | Modifica les dades a Wikidata |
|        | Can Colet                       | la Roca del Vallès          | masia        |                                                          | 41° 35′ 18″ N, 2° 18′ 58″ E / 41.58831°N,2.31616°E ca:C. del Tagamanent - plaça del Tagamanent, 08430                                                                    |                                            |                                      | Modifica les dades a Wikidata |
|        | Can Coll                        | la Roca del Vallès          | masia        |                                                          | 41° 34′ 41″ N, 2° 19′ 16″ E / 41.5781058901508°N,2.32118278020209°E |                                            |                                      | Modifica les dades a Wikidata |
|        | Can Companys de Baix            | la Roca del Vallès          | masia        | Estil: arquitectura popular 17th century                 | 41° 35′ 06″ N, 2° 20′ 57″ E / 41.58488°N,2.349147°E ca:Al quilòmetre 13 de la ctra. de Mataró a Granollers C-1415c, 08430 170 msnm                                       | bé cultural d'interès local                | Can Companys de Baix                 | Modifica les dades a Wikidata |
|        | Can Companys de Dalt            | la Roca del Vallès          | masia        |                                                          | 41° 35′ 05″ N, 2° 21′ 00″ E / 41.5846049433429°N,2.3500752767326°E ca:Al quilòmetre 12 de la ctra. de Mataró a Granollers C-1415c, 08430                                 |                                            |                                      | Modifica les dades a Wikidata |
|        | Can Esteve Tonico               | la Roca del Vallès          | masia        | 1931                                                     | 41° 34′ 39″ N, 2° 19′ 12″ E / 41.57748°N,2.32°E ca:C/ Catalunya, 270, 08430 (Ctra. De la Roca a Vilanova BV-5001 km. 24).                                                |                                            |                                      | Modifica les dades a Wikidata |
|        | Can Ferran                      | la Roca del Vallès          | masia        |                                                          | 41° 34′ 43″ N, 2° 18′ 30″ E / 41.5786770121573°N,2.3081973265173°E |                                            |                                      | Modifica les dades a Wikidata |
|        | Can Fondet                      | la Roca del Vallès          | masia        |                                                          | 41° 37′ 20″ N, 2° 20′ 14″ E / 41.6222715564694°N,2.33717711600796°E ca:Barri de Bell-lloc, 08430                                                                         |                                            |                                      | Modifica les dades a Wikidata |
|        | Can Font                        | la Roca del Vallès          | masia        | 18th century                                             | 41° 34′ 35″ N, 2° 18′ 38″ E / 41.5762681937898°N,2.31055013398074°E ca:Barri de les Valls del sud, 08430                                                                 |                                            |                                      | Modifica les dades a Wikidata |
|        | Can Gabriel                     | la Roca del Vallès          | masia        | 19th century                                             | 41° 36′ 13″ N, 2° 19′ 19″ E / 41.6036910875187°N,2.32197072554683°E ca:Barri de les Valls, 08430                                                                         |                                            |                                      | Modifica les dades a Wikidata |
|        | Can Gener                       | la Roca del Vallès          | masia        |                                                          | 41° 35′ 59″ N, 2° 19′ 14″ E / 41.5997015713337°N,2.32056052243918°E |                                            |                                      | Modifica les dades a Wikidata |
|        | Can Gibert                      | la Roca del Vallès          | masia        |                                                          | 41° 36′ 17″ N, 2° 21′ 27″ E / 41.604751596573°N,2.35763756258499°E |                                            |                                      | Modifica les dades a Wikidata |
|        | Can Gol                         | la Roca del Vallès          | masia        | Estil: arquitectura del Renaixement arquitectura popular | 41° 34′ 05″ N, 2° 18′ 59″ E / 41.5681°N,2.31639°E ca:Ctra. de la Roca a Vilanova BV-5001, 08430 132 msnm                                                                 | bé integrant del patrimoni cultural català | Can Gol (la Roca del Vallès)         | Modifica les dades a Wikidata |
|        | Can Granota                     | la Roca del Vallès          | masia        |                                                          | 41° 36′ 12″ N, 2° 18′ 17″ E / 41.6033094702499°N,2.3048261813169°E |                                            |                                      | Modifica les dades a Wikidata |
|        | Can Grau                        | la Roca del Vallès          | masia        | 17th century                                             | 41° 35′ 43″ N, 2° 17′ 59″ E / 41.595358°N,2.299756°E ca:Carretera de Vallderiolf (BV-5159), km. 0, 08430 150 msnm                                                        | bé cultural d'interès local                | Can Grau (la Roca del Vallès)        | Modifica les dades a Wikidata |
|        | Can Jané / Can Janer            | la Roca del Vallès          | masia        | 17th century                                             | 41° 34′ 41″ N, 2° 18′ 12″ E / 41.57797°N,2.3032°E ca:Carretera de Vallderiolf BV-5159, 08430.                                                                            |                                            |                                      | Modifica les dades a Wikidata |
|        | Can Jep                         | la Roca del Vallès          | masia        |                                                          | 41° 35′ 30″ N, 2° 21′ 13″ E / 41.5915960441434°N,2.35353263212001°E |                                            |                                      | Modifica les dades a Wikidata |
|        | Can Jorn                        | la Roca del Vallès          | masia        |                                                          | 41° 37′ 15″ N, 2° 19′ 23″ E / 41.620819205698°N,2.3230789479582°E |                                            |                                      | Modifica les dades a Wikidata |
|        | Can Lledó                       | la Roca del Vallès          | masia        | 17th century                                             | 41° 35′ 47″ N, 2° 21′ 13″ E / 41.5964338060455°N,2.35368834307392°E ca:Can Lledó, 08430.                                                                                 |                                            |                                      | Modifica les dades a Wikidata |
|        | Can Llorenç Font                | la Roca del Vallès          | masia        |                                                          | 41° 34′ 34″ N, 2° 19′ 13″ E / 41.5761272573861°N,2.32015990370356°E |                                            |                                      | Modifica les dades a Wikidata |
|        | Can Mainou                      | la Roca del Vallès          | masia        |                                                          | 41° 36′ 46″ N, 2° 20′ 33″ E / 41.6128893628659°N,2.34245810858662°E ca:Barri de Bell-lloc, 08430                                                                         |                                            |                                      | Modifica les dades a Wikidata |
|        | Can Masferrer                   | la Roca del Vallès          | masia        | 19th century                                             | 41° 34′ 48″ N, 2° 18′ 33″ E / 41.5800072676071°N,2.3092267864786°E ca:Barri de les Valls sud, 08430                                                                      |                                            |                                      | Modifica les dades a Wikidata |
|        | Can Mates                       | la Roca del Vallès          | masia        |                                                          | 41° 35′ 43″ N, 2° 21′ 58″ E / 41.5953412757212°N,2.36615411608922°E |                                            |                                      | Modifica les dades a Wikidata |
|        | Can Mañosa                      | la Roca del Vallès          | masia        | 1928                                                     | 41° 34′ 29″ N, 2° 19′ 06″ E / 41.57476°N,2.31836°E ca:C/ Catalunya, s/n, 08430 (Ctra. De la Roca a Vilanova BV-5001 km. 24).                                             |                                            |                                      | Modifica les dades a Wikidata |
|        | Can Meia                        | la Roca del Vallès          | masia casa   | 1864                                                     | 41° 36′ 15″ N, 2° 20′ 16″ E / 41.60415°N,2.33788°E ca:Barri de Bell-lloc, 08430                                                                                          |                                            |                                      | Modifica les dades a Wikidata |
|        | Can Messeguer                   | la Roca del Vallès          | masia        | Estil: arquitectura popular                              | 41° 36′ 41″ N, 2° 20′ 53″ E / 41.6113°N,2.34805°E ca:Barri de Bell-lloc                                                                                                  | bé integrant del patrimoni cultural català |                                      | Modifica les dades a Wikidata |
|        | Can Metxes                      | la Roca del Vallès          | masia        |                                                          | 41° 35′ 34″ N, 2° 18′ 05″ E / 41.5926878638073°N,2.3015086142296°E |                                            |                                      | Modifica les dades a Wikidata |
|        | Can Mont-ras                    | la Roca del Vallès          | masia        |                                                          | 41° 35′ 45″ N, 2° 18′ 00″ E / 41.59588°N,2.30013°E ca:Carretera de Vallderiolf BV-5159, 08430. 145 msnm                                                                  |                                            | Can Mont-ras (la Roca del Vallès)    | Modifica les dades a Wikidata |
|        | Can Nebot Gros                  | la Roca del Vallès          | masia        |                                                          | 41° 34′ 55″ N, 2° 19′ 51″ E / 41.58194°N,2.33079°E ca:C. de Bonavista, 08430 171 msnm                                                                                    |                                            | Can Nebot Gros                       | Modifica les dades a Wikidata |
|        | Can Paulino                     | la Roca del Vallès          | masia        |                                                          | 41° 35′ 30″ N, 2° 20′ 52″ E / 41.5916180350222°N,2.34785725344696°E |                                            |                                      | Modifica les dades a Wikidata |
|        | Can Païssa                      | la Roca del Vallès          | masia        |                                                          | 41° 34′ 47″ N, 2° 21′ 02″ E / 41.5798427478748°N,2.35054288893587°E |                                            |                                      | Modifica les dades a Wikidata |
|        | Can Pepet Perdiu                | la Roca del Vallès          | masia        | 1940                                                     | 41° 34′ 40″ N, 2° 19′ 14″ E / 41.57787°N,2.32044°E ca:C/ Catalunya, 270, 08430                                                                                           |                                            |                                      | Modifica les dades a Wikidata |
|        | Can Pepet Ros                   | la Roca del Vallès          | masia        |                                                          | 41° 35′ 32″ N, 2° 20′ 42″ E / 41.5921785061845°N,2.34504400416569°E |                                            |                                      | Modifica les dades a Wikidata |
|        | Can Perdiu                      | la Roca del Vallès          | masia        |                                                          | 41° 34′ 58″ N, 2° 17′ 28″ E / 41.5827248048221°N,2.29103503095623°E |                                            |                                      | Modifica les dades a Wikidata |
|        | Can Peret Gabriel               | la Roca del Vallès          | masia        |                                                          | 41° 36′ 23″ N, 2° 19′ 24″ E / 41.6064378782107°N,2.32343008647232°E |                                            |                                      | Modifica les dades a Wikidata |
|        | Can Planes                      | la Roca del Vallès          | masia        |                                                          | 41° 35′ 44″ N, 2° 19′ 32″ E / 41.5956059760897°N,2.32560704128434°E |                                            |                                      | Modifica les dades a Wikidata |
|        | Can Planes de la Muntanya       | la Roca del Vallès          | masia        | Estil: arquitectura popular                              | 41° 35′ 03″ N, 2° 20′ 16″ E / 41.584283°N,2.337817°E ca:Camí que surt del carrer Cervantes 203 msnm                                                                      | bé cultural d'interès local                | Can Planes de la Muntanya            | Modifica les dades a Wikidata |
|        | Can Poc Gros                    | la Roca del Vallès          | masia        |                                                          | 41° 36′ 01″ N, 2° 22′ 11″ E / 41.6003151738517°N,2.3697773966926°E |                                            |                                      | Modifica les dades a Wikidata |
|        | Can Poc Xic                     | la Roca del Vallès          | masia        |                                                          | 41° 35′ 51″ N, 2° 21′ 47″ E / 41.5975667139865°N,2.3630125161713°E |                                            |                                      | Modifica les dades a Wikidata |
|        | Can Prat Nou                    | la Roca del Vallès          | masia        |                                                          | 41° 34′ 56″ N, 2° 17′ 53″ E / 41.5821196045954°N,2.29809556177745°E ca:Carretera de Vallderiolf BV-5159, 08430.                                                          |                                            |                                      | Modifica les dades a Wikidata |
|        | Can Prat Vell                   | la Roca del Vallès          | masia        | Estil: arquitectura popular                              | 41° 35′ 04″ N, 2° 18′ 05″ E / 41.5844902868525°N,2.3013450374236°E ca:Carretera de Vallderiolf (BV-5159), km. 1, 08430                                                   | bé cultural d'interès local                |                                      | Modifica les dades a Wikidata |
|        | Can Puig                        | la Roca del Vallès          | masia        | Estil: gòtic flamíger                                    | 41° 37′ 36″ N, 2° 20′ 39″ E / 41.6267°N,2.34417°E ca:Barri de Bell-lloc, 08430                                                                                           | bé integrant del patrimoni cultural català |                                      | Modifica les dades a Wikidata |
|        | Can Quana                       | la Roca del Vallès          | masia        | Estil: arquitectura popular 1885                         | 41° 35′ 35″ N, 2° 19′ 24″ E / 41.592931°N,2.323239°E ca:Barri Les Valls                                                                                                  | bé cultural d'interès local                |                                      | Modifica les dades a Wikidata |
|        | Can Quintaneta                  | la Roca del Vallès          | masia        |                                                          | 41° 36′ 16″ N, 2° 19′ 21″ E / 41.6043431747729°N,2.32257592789672°E |                                            |                                      | Modifica les dades a Wikidata |
|        | Can Recordà                     | la Roca del Vallès          | masia        |                                                          | 41° 36′ 22″ N, 2° 22′ 08″ E / 41.6062189906757°N,2.36887988093987°E |                                            |                                      | Modifica les dades a Wikidata |
|        | Can Reurell                     | la Roca del Vallès          | masia        | 18th century                                             | 41° 35′ 37″ N, 2° 18′ 06″ E / 41.593670366323°N,2.3017654302091°E ca:C/ Martí Grivé, 29 1er 2a, 08430.                                                                   |                                            |                                      | Modifica les dades a Wikidata |
|        | Can Ribes                       | la Roca del Vallès          | masia        | 19th century                                             | 41° 34′ 38″ N, 2° 18′ 40″ E / 41.5772170588232°N,2.31106784648009°E ca:C/ Sol, 7, 08430                                                                                  |                                            |                                      | Modifica les dades a Wikidata |
|        | Can Ridemeia                    | la Roca del Vallès          | masia        |                                                          | 41° 36′ 28″ N, 2° 22′ 13″ E / 41.6077043870491°N,2.37037755669734°E |                                            |                                      | Modifica les dades a Wikidata |
|        | Can Ronses                      | la Roca del Vallès          | masia        |                                                          | 41° 34′ 38″ N, 2° 20′ 26″ E / 41.5772912812221°N,2.34062412480338°E |                                            |                                      | Modifica les dades a Wikidata |
|        | Can Rovira                      | la Roca del Vallès          | masia        | 1920                                                     | 41° 34′ 22″ N, 2° 19′ 12″ E / 41.57272°N,2.31996°E ca:Ctra. de la Roca a Vilanova BV-5001, 08430                                                                         |                                            |                                      | Modifica les dades a Wikidata |
|        | Can Sala Xic                    | la Roca del Vallès          | masia        |                                                          | 41° 35′ 29″ N, 2° 21′ 02″ E / 41.5912731818129°N,2.35058430627625°E |                                            |                                      | Modifica les dades a Wikidata |
|        | Can Saladriga                   | la Roca del Vallès          | masia        |                                                          | 41° 36′ 44″ N, 2° 20′ 29″ E / 41.612333153257°N,2.34127555354745°E |                                            |                                      | Modifica les dades a Wikidata |
|        | Can Santpere                    | la Roca del Vallès          | masia        |                                                          | 41° 34′ 39″ N, 2° 20′ 03″ E / 41.5775607366676°N,2.33423971617398°E ca:Carretera de la Roca a Òrrius (BV-5106), 08430.                                                   |                                            |                                      | Modifica les dades a Wikidata |
|        | Can Solei                       | la Roca del Vallès          | masia        |                                                          | 41° 34′ 12″ N, 2° 19′ 02″ E / 41.569868059097°N,2.31726296764403°E 123 msnm                                                                                              |                                            | Can Solei (la Roca del Vallès)       | Modifica les dades a Wikidata |
|        | Can Solei-Mas Soley de Vilanova | la Roca del Vallès          | masia        | 18th century                                             | 41° 34′ 43″ N, 2° 18′ 17″ E / 41.57859°N,2.30485°E ca:Carretera de Vallderiolf BV-5159                                                                                   |                                            |                                      | Modifica les dades a Wikidata |
|        | Can Soler de Reixac             | la Roca del Vallès          | masia        | Estil: arquitectura popular                              | 41° 34′ 38″ N, 2° 19′ 41″ E / 41.577097°N,2.327987°E ca:Al quilòmetre 0 de la carretera de la Roca a Òrrius BV-5106, 08430                                               | bé cultural d'interès local                |                                      | Modifica les dades a Wikidata |
|        | Can Sora                        | la Roca del Vallès          | masia        |                                                          | 41° 36′ 26″ N, 2° 19′ 19″ E / 41.607302297792°N,2.3220201644347°E ca:Barri de les Valls                                                                                  |                                            |                                      | Modifica les dades a Wikidata |
|        | Can Talamo                      | la Roca del Vallès          | masia        |                                                          | 41° 34′ 41″ N, 2° 21′ 04″ E / 41.5779908111164°N,2.35117322395677°E |                                            |                                      | Modifica les dades a Wikidata |
|        | Can Tonico                      | la Roca del Vallès          | masia        |                                                          | 41° 34′ 35″ N, 2° 19′ 20″ E / 41.57636°N,2.32226°E ca:Ctra. de la Roca a Vilanova BV-5001 km. 24, 08430                                                                  |                                            |                                      | Modifica les dades a Wikidata |
|        | Can Vicenç                      | la Roca del Vallès          | masia        |                                                          | 41° 36′ 34″ N, 2° 20′ 08″ E / 41.609561°N,2.335611°E |                                            |                                      | Modifica les dades a Wikidata |
|        | Can Vidal                       | la Roca del Vallès          | masia casa   |                                                          | 41° 36′ 52″ N, 2° 20′ 04″ E / 41.61455°N,2.33444°E ca:Barri de Bell-lloc, 08430                                                                                          |                                            |                                      | Modifica les dades a Wikidata |
|        | Can Vilaret                     | la Roca del Vallès          | masia        |                                                          | 41° 34′ 28″ N, 2° 20′ 19″ E / 41.57442519321°N,2.33874606417372°E |                                            |                                      | Modifica les dades a Wikidata |
|        | Mas Civit                       | la Roca del Vallès          | masia        | 1673                                                     | 41° 35′ 41″ N, 2° 18′ 00″ E / 41.59463°N,2.29999°E ca:Carretera de Vallderiolf, al costat de l'accés a la ronda sud de Granollers (C-352), 08430 154 msnm                |                                            | Mas Civit (la Roca del Vallès)       | Modifica les dades a Wikidata |
|        | Mas Foguer                      | la Roca del Vallès          | masia        |                                                          | 41° 35′ 36″ N, 2° 20′ 20″ E / 41.5934225071783°N,2.33892416457528°E |                                            |                                      | Modifica les dades a Wikidata |
|        | Mas de la Torre                 | la Roca del Vallès          | masia        | Estil: arquitectura popular 1803                         | 41° 36′ 23″ N, 2° 21′ 15″ E / 41.6063°N,2.35407°E ca:C. d'en Jaume Cuyàs, 53, 08430                                                                                      | bé cultural d'interès local                | Mas de la Torre (la Roca del Vallès) | Modifica les dades a Wikidata |
|        | Masia-castell de Bell-lloc      | la Roca del Vallès          | masia        | Estil: historicisme arquitectònic                        | 41° 37′ 32″ N, 2° 20′ 07″ E / 41.62569046020508°N,2.3351891040802°E 41° 37′ 32″ N, 2° 20′ 07″ E / 41.62562°N,2.33514°E ca:Camí de Bell-lloc ca:Barri de Bell-lloc, 08430 |                                            |                                      | Modifica les dades a Wikidata |
|        | Parpers                         | la Roca del Vallès          | masia        |                                                          | 41° 34′ 47″ N, 2° 21′ 30″ E / 41.5797967934815°N,2.35840075231843°E |                                            |                                      | Modifica les dades a Wikidata |
|        | Vergers                         | la Roca del Vallès          | masia        |                                                          | 41° 36′ 00″ N, 2° 17′ 48″ E / 41.5999993714658°N,2.29668987083279°E 181 msnm                                                                                             |                                            | Vergers (la Roca del Vallès)         | Modifica les dades a Wikidata |
|        | Vil·la Marta                    | la Roca del Vallès          | masia        |                                                          | 41° 35′ 25″ N, 2° 21′ 00″ E / 41.5903146713422°N,2.34992202601685°E |                                            |                                      | Modifica les dades a Wikidata |
|        | el Molí de Santa Agnès          | la Roca del Vallès          | masia        | 19th century                                             | 41° 36′ 00″ N, 2° 20′ 48″ E / 41.5999°N,2.34677°E ca:Avinguda d'en Gaudí, sn, 08430                                                                                      |                                            |                                      | Modifica les dades a Wikidata |
|        | el Picarol                      | la Roca del Vallès          | masia        |                                                          | 41° 35′ 52″ N, 2° 19′ 13″ E / 41.5978528644534°N,2.3201839339814°E |                                            |                                      | Modifica les dades a Wikidata |
|        | el Turó                         | la Roca del Vallès          | masia        |                                                          | 41° 35′ 29″ N, 2° 21′ 26″ E / 41.5914274201794°N,2.35719376204966°E |                                            |                                      | Modifica les dades a Wikidata |
|        | la Casa Alta                    | la Roca del Vallès          | masia        | 20th century                                             | 41° 37′ 10″ N, 2° 19′ 23″ E / 41.61942°N,2.32297°E ca:Camí de can Jorn, 08430                                                                                            |                                            |                                      | Modifica les dades a Wikidata |
|        | la Casa Nova de Can Llobet      | la Roca del Vallès          | masia        |                                                          | 41° 35′ 59″ N, 2° 18′ 13″ E / 41.5998346561256°N,2.30366350215705°E 155 msnm                                                                                             |                                            | La Casa Nova de Can Llobet           | Modifica les dades a Wikidata |
|        | la Casanova                     | la Roca del Vallès          | masia        | 1786                                                     | 41° 34′ 56″ N, 2° 18′ 51″ E / 41.5822526401751°N,2.31416939794831°E ca:Barri de les Valls del sud, 08430                                                                 |                                            |                                      | Modifica les dades a Wikidata |
|        | les Escoles Noves               | la Roca del Vallès          | masia        |                                                          | 41° 36′ 13″ N, 2° 21′ 00″ E / 41.6036633100824°N,2.34990806319939°E |                                            |                                      | Modifica les dades a Wikidata |
|        | les Escoles Velles              | la Roca del Vallès          | masia        |                                                          | 41° 36′ 07″ N, 2° 20′ 57″ E / 41.6019566964844°N,2.34915718392766°E |                                            |                                      | Modifica les dades a Wikidata |

## megàlit
| imatge | Nom                         | Ubicat a                               | instància de    | Detalls | coordenades                                                            | Protecció                   | Commons (més fotos)      | Dades a WD                    |
| ------ | --------------------------- | -------------------------------------- | --------------- | ------- | ---------------------------------------------------------------------- | --------------------------- | ------------------------ | ----------------------------- |
|        | Cromlec de Pins Rosers      | la Roca del Vallès Llinars del Vallès  | megàlit cromlec |         | 41° 37′ 15″ N, 2° 21′ 46″ E / 41.620858°N,2.362747°E                   | bé cultural d'interès local | Cromlec de Pins Rosers   | Modifica les dades a Wikidata |
|        | Roca Foradada de Can Gol    | Vilanova del Vallès la Roca del Vallès | megàlit         |         | 41° 33′ 49″ N, 2° 19′ 04″ E / 41.563558°N,2.317869°E                   |                             | Roca Foradada de Can Gol | Modifica les dades a Wikidata |
|        | Roca Foradada de Can Planes | la Roca del Vallès                     | megàlit         |         | 41° 34′ 55″ N, 2° 20′ 28″ E / 41.58188888888889°N,2.3411388888888887°E | bé cultural d'interès local |                          | Modifica les dades a Wikidata |

## monument
| imatge | Nom                                                | Ubicat a           | instància de | Detalls | coordenades | Protecció | Commons (més fotos) | Dades a WD                    |
| ------ | -------------------------------------------------- | ------------------ | ------------ | ------- | --- | --------- | ------------------- | ----------------------------- |
|        | Monument a Josep Anselm Clavé                      | la Roca del Vallès | monument     | 1975    | 41° 35′ 15″ N, 2° 19′ 30″ E / 41.58742°N,2.32492°E ca:Rambla Mestre Jaume Torrents - C. Montseny, 08430           |           |                     | Modifica les dades a Wikidata |
|        | Monument als 700 anys de Santa Agnès de Malanyanes | la Roca del Vallès | monument     | 2007    | 41° 36′ 18″ N, 2° 21′ 16″ E / 41.60493°N,2.35436°E ca:Al costat de l'església de Santa Agnès de Malanyanes, 08430 |           |                     | Modifica les dades a Wikidata |

## muntanya
| imatge | Nom                    | Ubicat a                      | instància de | Detalls | coordenades                                                                  | Protecció | Commons (més fotos)            | Dades a WD                    |
| ------ | ---------------------- | ----------------------------- | ------------ | ------- | ---------------------------------------------------------------------------- | --------- | ------------------------------ | ----------------------------- |
|        | Turó Cremat            | la Roca del Vallès            | muntanya     |         | 41° 35′ 29″ N, 2° 21′ 21″ E / 41.59147222°N,2.35583333°E 244.7 msnm          |           | Turó Cremat                    | Modifica les dades a Wikidata |
|        | Turó Gros              | la Roca del Vallès            | muntanya     |         | 41° 34′ 49″ N, 2° 20′ 08″ E / 41.5804°N,2.33556°E 296.9 msnm                 |           | Turó Gros (la Roca del Vallès) | Modifica les dades a Wikidata |
|        | Turó d'en Ridemeia     | la Roca del Vallès            | muntanya     |         | 41° 36′ 31″ N, 2° 22′ 11″ E / 41.6086°N,2.36983°E 300.6 msnm                 |           |                                | Modifica les dades a Wikidata |
|        | Turó de la Simona      | la Roca del Vallès            | muntanya     |         | 41° 35′ 22″ N, 2° 21′ 35″ E / 41.58947222°N,2.35972222°E 294.8 msnm          |           | Turó de la Simona              | Modifica les dades a Wikidata |
|        | Turó de la Solidaritat | la Roca del Vallès            | muntanya     |         | 41° 34′ 57″ N, 2° 20′ 35″ E / 41.582439160829°N,2.3429578542709°E 261.1 msnm |           | Turó de la Solidaritat         | Modifica les dades a Wikidata |
|        | Turó del Morro de Gall | la Roca del Vallès            | muntanya     |         | 41° 34′ 32″ N, 2° 20′ 53″ E / 41.57566667°N,2.34802778°E 347 msnm            |           |                                | Modifica les dades a Wikidata |
|        | el Pedró               | Granollers la Roca del Vallès | muntanya     |         | 41° 34′ 59″ N, 2° 17′ 36″ E / 41.58315°N,2.293229°E 168 msnm                 |           | El Pedró (Granollers)          | Modifica les dades a Wikidata |
|        | la Turona              | la Roca del Vallès            | muntanya     |         | 41° 37′ 50″ N, 2° 19′ 57″ E / 41.63061111°N,2.33261111°E 244.9 msnm          |           |                                | Modifica les dades a Wikidata |
|        | les Tres Puntes        | la Roca del Vallès            | muntanya     |         | 41° 36′ 43″ N, 2° 19′ 47″ E / 41.61194444°N,2.32986111°E 226.8 msnm          |           |                                | Modifica les dades a Wikidata |

## nucli d'entitat singular de població
| imatge | Nom                       | Ubicat a                                                   | instància de                                                         | Detalls | coordenades                                                            | Protecció | Commons (més fotos) | Dades a WD                    |
| ------ | ------------------------- | ---------------------------------------------------------- | -------------------------------------------------------------------- | ------- | ---------------------------------------------------------------------- | --------- | ------------------- | ----------------------------- |
|        | Polígon industrial Ramasa | Corró d'Avall les Franqueses del Vallès la Roca del Vallès | nucli d'entitat singular de població polígon industrial              | 18 hab  | 41° 36′ 36″ N, 2° 18′ 25″ E / 41.61011115°N,2.30687974°E 171 msnm      |           |                     | Modifica les dades a Wikidata |
|        | Vilalba                   | Santa Agnès de Malanyanes la Roca del Vallès               | nucli d'entitat singular de població ens local històric de Catalunya | 8 hab   | 41° 37′ 53″ N, 2° 21′ 08″ E / 41.63134617°N,2.352254391°E 183.631 msnm |           |                     | Modifica les dades a Wikidata |

## nucli de població
| imatge | Nom                         | Ubicat a           | instància de                                                              | Detalls | coordenades                                                         | Protecció | Commons (més fotos)              | Dades a WD                    |
| ------ | --------------------------- | ------------------ | ------------------------------------------------------------------------- | ------- | ------------------------------------------------------------------- | --------- | -------------------------------- | ----------------------------- |
|        | Bell-lloc                   | la Roca del Vallès | nucli de població ens local històric de Catalunya                         |         | 41° 37′ 41″ N, 2° 20′ 13″ E / 41.6281700836708°N,2.33697264093019°E |           |                                  | Modifica les dades a Wikidata |
|        | Can Colet                   | la Roca del Vallès | nucli de població                                                         |         | 41° 35′ 22″ N, 2° 18′ 56″ E / 41.5895°N,2.3155°E 150 msnm           |           | Can Colet (nucli)                | Modifica les dades a Wikidata |
|        | Polígon industrial Can Jorn | la Roca del Vallès | nucli de població nucli d'entitat singular de població polígon industrial | 0 hab   | 41° 37′ 35″ N, 2° 19′ 29″ E / 41.62634007°N,2.3247251°E 225 msnm    |           |                                  | Modifica les dades a Wikidata |
|        | Valldoriolf                 | la Roca del Vallès | nucli de població                                                         |         | 41° 35′ 46″ N, 2° 17′ 57″ E / 41.5961689301141°N,2.29925125799554°E |           | Valldoriolf (la Roca del Vallès) | Modifica les dades a Wikidata |
|        | Veïnat de l'Església        | la Roca del Vallès | nucli de població                                                         |         | 41° 36′ 07″ N, 2° 21′ 03″ E / 41.602064570934°N,2.3508750856829°E   |           |                                  | Modifica les dades a Wikidata |
|        | la Serreta                  | la Roca del Vallès | nucli de població                                                         |         | 41° 37′ 38″ N, 2° 21′ 02″ E / 41.627283071364°N,2.3506221768417°E   |           |                                  | Modifica les dades a Wikidata |

## rellotge de sol
| imatge | Nom                                          | Ubicat a           | instància de    | Detalls                                  | coordenades                                                                       | Protecció | Commons (més fotos)          | Dades a WD                    |
| ------ | -------------------------------------------- | ------------------ | --------------- | ---------------------------------------- | --------------------------------------------------------------------------------- | --------- | ---------------------------- | ----------------------------- |
|        | Rellotge de sol de ca l'Argent               | la Roca del Vallès | rellotge de sol |                                          | 41° 34′ 18″ N, 2° 20′ 18″ E / 41.57168°N,2.33846°E                                |           |                              | Modifica les dades a Wikidata |
|        | Rellotge de sol de cal Mates                 | la Roca del Vallès | rellotge de sol |                                          | 41° 35′ 19″ N, 2° 19′ 35″ E / 41.58871°N,2.3263°E Can Mates                       |           |                              | Modifica les dades a Wikidata |
|        | Rellotge de sol de cal Rajoler               | la Roca del Vallès | rellotge de sol | Estil: arquitectura popular 20th century | 41° 34′ 48″ N, 2° 19′ 33″ E / 41.58003°N,2.32595°E ca:C. d'en Reixac, 50, 08430   |           |                              | Modifica les dades a Wikidata |
|        | Rellotge de sol de can Civit                 | la Roca del Vallès | rellotge de sol |                                          | 41° 35′ 41″ N, 2° 18′ 00″ E / 41.59464°N,2.29988°E Mas Civit                      |           | Rellotge de sol de can Civit | Modifica les dades a Wikidata |
|        | Rellotge de sol de can Nebot Gros            | la Roca del Vallès | rellotge de sol |                                          | 41° 34′ 55″ N, 2° 19′ 51″ E / 41.58194°N,2.33079°E                                |           |                              | Modifica les dades a Wikidata |
|        | Rellotge de sol de can Planes de la Muntanya | la Roca del Vallès | rellotge de sol |                                          | 41° 35′ 04″ N, 2° 20′ 17″ E / 41.58438°N,2.33794°E                                |           |                              | Modifica les dades a Wikidata |
|        | Rellotge de sol de can Vidalet               | la Roca del Vallès | rellotge de sol |                                          | 41° 34′ 28″ N, 2° 20′ 20″ E / 41.57433°N,2.33884°E                                |           |                              | Modifica les dades a Wikidata |
|        | Rellotge de sol del Molí de la Roca 1        | la Roca del Vallès | rellotge de sol |                                          | 41° 35′ 20″ N, 2° 19′ 31″ E / 41.58896°N,2.32526°E ca:C. d'Anselm Clavé, 9, 08430 |           |                              | Modifica les dades a Wikidata |
|        | Rellotge de sol del Molí de la Roca 2        | la Roca del Vallès | rellotge de sol |                                          | 41° 35′ 20″ N, 2° 19′ 31″ E / 41.58896°N,2.32526°E                                |           |                              | Modifica les dades a Wikidata |
|        | Rellotge de sol del carrer Catalunya, 145    | la Roca del Vallès | rellotge de sol |                                          | 41° 34′ 59″ N, 2° 19′ 29″ E / 41.58305°N,2.32478°E                                |           |                              | Modifica les dades a Wikidata |
|        | rellotge de sol de Santa Agnès de Malanyanes | la Roca del Vallès | rellotge de sol |                                          | 41° 36′ 18″ N, 2° 21′ 16″ E / 41.60501°N,2.35443°E                                |           |                              | Modifica les dades a Wikidata |
|        | rellotge de sol de ca l'Alzina               | la Roca del Vallès | rellotge de sol |                                          | 41° 35′ 37″ N, 2° 21′ 22″ E / 41.5935°N,2.35623°E                                 |           |                              | Modifica les dades a Wikidata |
|        | rellotge de sol de can Campmajor             | la Roca del Vallès | rellotge de sol |                                          | 41° 37′ 48″ N, 2° 19′ 49″ E / 41.62991°N,2.33033°E                                |           |                              | Modifica les dades a Wikidata |
|        | rellotge de sol de can Capella               | la Roca del Vallès | rellotge de sol |                                          | 41° 35′ 23″ N, 2° 21′ 10″ E / 41.58968°N,2.35278°E                                |           |                              | Modifica les dades a Wikidata |
|        | rellotge de sol de can Claus                 | la Roca del Vallès | rellotge de sol |                                          | 41° 36′ 11″ N, 2° 21′ 04″ E / 41.60307°N,2.35114°E                                |           |                              | Modifica les dades a Wikidata |
|        | rellotge de sol de can Jep                   | la Roca del Vallès | rellotge de sol |                                          | 41° 35′ 33″ N, 2° 21′ 12″ E / 41.59256°N,2.35342°E                                |           |                              | Modifica les dades a Wikidata |
|        | rellotge de sol de can Lledó                 | la Roca del Vallès | rellotge de sol |                                          | 41° 35′ 47″ N, 2° 21′ 14″ E / 41.59634°N,2.35381°E ca:Can Lledó, 08430.           |           |                              | Modifica les dades a Wikidata |
|        | rellotge de sol de can Marió                 | la Roca del Vallès | rellotge de sol |                                          | 41° 36′ 01″ N, 2° 20′ 56″ E / 41.60041°N,2.34892°E                                |           |                              | Modifica les dades a Wikidata |
|        | rellotge de sol de can Messeguer             | la Roca del Vallès | rellotge de sol |                                          | 41° 36′ 40″ N, 2° 20′ 53″ E / 41.61123°N,2.34802°E                                |           |                              | Modifica les dades a Wikidata |
|        | rellotge de sol de can Ros                   | la Roca del Vallès | rellotge de sol |                                          | 41° 35′ 32″ N, 2° 21′ 04″ E / 41.59228°N,2.35101°E                                |           |                              | Modifica les dades a Wikidata |
|        | rellotge de sol de can Saladrigas            | la Roca del Vallès | rellotge de sol |                                          | 41° 36′ 45″ N, 2° 20′ 28″ E / 41.61237°N,2.34101°E                                |           |                              | Modifica les dades a Wikidata |
|        | rellotge de sol de can Salvi Xic             | la Roca del Vallès | rellotge de sol |                                          | 41° 35′ 30″ N, 2° 21′ 03″ E / 41.59164°N,2.35095°E                                |           |                              | Modifica les dades a Wikidata |
|        | rellotge de sol de can Serra                 | la Roca del Vallès | rellotge de sol |                                          | 41° 35′ 59″ N, 2° 20′ 51″ E / 41.59979°N,2.3476°E                                 |           |                              | Modifica les dades a Wikidata |
|        | rellotge de sol de can Sisó Vell             | la Roca del Vallès | rellotge de sol |                                          | 41° 36′ 11″ N, 2° 20′ 59″ E / 41.60299°N,2.34973°E                                |           |                              | Modifica les dades a Wikidata |
|        | rellotge de sol de la Torre de Santa Agnès   | la Roca del Vallès | rellotge de sol |                                          | 41° 36′ 23″ N, 2° 21′ 15″ E / 41.6064°N,2.35404°E                                 |           |                              | Modifica les dades a Wikidata |
|        | rellotge de sol del carrer Pep Ventura       | la Roca del Vallès | rellotge de sol |                                          | 41° 35′ 50″ N, 2° 20′ 52″ E / 41.59731°N,2.34764°E                                |           |                              | Modifica les dades a Wikidata |

## torre
| imatge | Nom                       | Ubicat a           | instància de | Detalls                     | coordenades                                          | Protecció                      | Commons (més fotos) | Dades a WD                    |
| ------ | ------------------------- | ------------------ | ------------ | --------------------------- | ---------------------------------------------------- | ------------------------------ | ------------------- | ----------------------------- |
|        | Torre Medieval de Parpers | la Roca del Vallès | torre        | Estat: ruïnós               | 41° 35′ 04″ N, 2° 21′ 17″ E / 41.584432°N,2.354588°E |                                |                     | Modifica les dades a Wikidata |
|        | Torre de Sant Miquel      | la Roca del Vallès | torre        | Estil: arquitectura popular | 41° 34′ 57″ N, 2° 21′ 12″ E / 41.5825°N,2.35343°E    | bé cultural d'interès nacional |                     | Modifica les dades a Wikidata |

## Misc
| imatge | Nom                                      | Ubicat a                      | instància de                                                         | Detalls                                                   | coordenades | Protecció                                            | Commons (més fotos)                  | Dades a WD                    |
| ------ | ---------------------------------------- | ----------------------------- | -------------------------------------------------------------------- | --------------------------------------------------------- | --- | ---------------------------------------------------- | ------------------------------------ | ----------------------------- |
|        | Ajuntament de la Roca del Vallès         | la Roca del Vallès            | casa consistorial                                                    | Arquitecte: Lluís Planas i Calvet Estil: noucentisme 1920 | 41° 35′ 15″ N, 2° 19′ 32″ E / 41.5874°N,2.32542°E ca:Avinguda de Catalunya, 24 121 msnm                                            | bé integrant del patrimoni cultural català           | Ajuntament de la Roca del Vallès     | Modifica les dades a Wikidata |
|        | Carabassot                               | la Roca del Vallès            | vèrtex geodèsic                                                      | Alt: 1.19m                                                | 41° 34′ 59″ N, 2° 17′ 35″ E / 41.583066°N,2.293118°E 168.153 msnm                                                                  |                                                      |                                      | Modifica les dades a Wikidata |
|        | Casal de Vilalba                         | la Roca del Vallès            | casa forta jaciment arqueològic cista necròpolis sitja vil·la romana | Estil: historicisme arquitectònic 12nd century            | 41° 37′ 51″ N, 2° 20′ 58″ E / 41.6307°N,2.34945°E ca:Ctra. BV-5105 a Cardedeu, km 4,5.                                             | bé d'interès cultural bé cultural d'interès nacional | Casal de Vilalba                     | Modifica les dades a Wikidata |
|        | Columbari de la família Pont             | la Roca del Vallès            | columbari                                                            | 20th century                                              | 41° 35′ 24″ N, 2° 19′ 59″ E / 41.58988°N,2.333°E ca:Cementiri municipal, 08430                                                     |                                                      |                                      | Modifica les dades a Wikidata |
|        | Creu de terme de Bell-lloc               | la Roca del Vallès            | estructura arquitectònica                                            |                                                           | 41° 37′ 36″ N, 2° 20′ 10″ E / 41.626766204833984°N,2.336064100265503°E ca:Camí de Bell-lloc                                        |                                                      |                                      | Modifica les dades a Wikidata |
|        | Jardí de Vilalba                         | la Roca del Vallès            | jardí històric                                                       | Estil: historicisme arquitectònic 19th century            | 41° 37′ 52″ N, 2° 20′ 59″ E / 41.63098°N,2.3497°E ca:Al quilòmetre 4,5 de la ctra. de la Roca del Vallès a Cardedeu BV-5105, 08430 | bé integrant del patrimoni cultural català           |                                      | Modifica les dades a Wikidata |
|        | Molí de la Roca                          | la Roca del Vallès            | molí d'aigua                                                         | Estil: arquitectura popular 17th century                  | 41° 35′ 20″ N, 2° 19′ 31″ E / 41.588903°N,2.3251827°E ca:Anselm Clavé, 9                                                           | bé cultural d'interès local                          | Molí de la Roca (La Roca del Vallès) | Modifica les dades a Wikidata |
|        | Monestir de Sant Pere del Bosc           | la Roca del Vallès            | monestir                                                             |                                                           | 41° 34′ 46″ N, 2° 20′ 02″ E / 41.579415°N,2.333969°E                                                                               |                                                      |                                      | Modifica les dades a Wikidata |
|        | Monòlit de can Sol                       | la Roca del Vallès            | mobiliari urbà                                                       | 20th century                                              | 41° 35′ 14″ N, 2° 19′ 32″ E / 41.58731°N,2.32569°E ca:Davant de l'ajuntament o can Sol, 08430                                      |                                                      |                                      | Modifica les dades a Wikidata |
|        | Pedra de les Creus                       | la Roca del Vallès            | menhir                                                               |                                                           | 41° 33′ 56″ N, 2° 19′ 24″ E / 41.5656158895536°N,2.32323247460258°E                                                                |                                                      |                                      | Modifica les dades a Wikidata |
|        | Pedrera de Can Planes                    | la Roca del Vallès            | pedrera                                                              |                                                           | 41° 35′ 11″ N, 2° 19′ 59″ E / 41.5862812897765°N,2.33295041281618°E                                                                |                                                      |                                      | Modifica les dades a Wikidata |
|        | Poblat Ibèric del Turó Cremat            | la Roca del Vallès            | poblat ibèric                                                        |                                                           | 41° 35′ 36″ N, 2° 21′ 27″ E / 41.593284°N,2.357439°E                                                                               | bé cultural d'interès local                          |                                      | Modifica les dades a Wikidata |
|        | Polígon industrial Can Font de la Perera | la Roca del Vallès            | polígon industrial                                                   |                                                           | 41° 36′ 42″ N, 2° 21′ 23″ E / 41.6117434376922°N,2.35642801542511°E                                                                |                                                      |                                      | Modifica les dades a Wikidata |
|        | Sant Sadurní de la Roca                  | la Roca del Vallès            | església parroquial                                                  | Estil: gòtic tardà 16th century                           | 41° 35′ 25″ N, 2° 19′ 34″ E / 41.590163°N,2.326076°E ca:Església, 2                                                                | bé cultural d'interès local                          | Sant Sadurní de la Roca              | Modifica les dades a Wikidata |
|        | Túnel de Parpers                         | la Roca del Vallès            | túnel                                                                |                                                           | 41° 35′ 10″ N, 2° 21′ 10″ E / 41.5862413836016°N,2.35275824152883°E                                                                |                                                      |                                      | Modifica les dades a Wikidata |
|        | els Quaranta Pins                        | la Roca del Vallès            | pineda                                                               |                                                           | 41° 36′ 24″ N, 2° 18′ 37″ E / 41.60663°N,2.31018°E                                                                                 |                                                      |                                      | Modifica les dades a Wikidata |
|        | escut de Can Messeguer                   | la Roca del Vallès            | escut d'armes element arquitectònic relleu                           | Estil: arquitectura popular                               | 41° 36′ 40″ N, 2° 20′ 53″ E / 41.61123°N,2.34802°E ca:Barri de Bell-lloc, 08430                                                    | bé cultural d'interès nacional                       |                                      | Modifica les dades a Wikidata |
|        | gravera d'en Segur                       | la Roca del Vallès            | zona humida                                                          | 20th century                                              | 41° 35′ 40″ N, 2° 20′ 05″ E / 41.594328°N,2.334659°E ca:Sota la carretera C-60, a l'alçada del quilòmetre 12, 08430 124 msnm       |                                                      | Gravera d'en Segur                   | Modifica les dades a Wikidata |
|        | serra de Llevant                         | Granollers la Roca del Vallès | serra                                                                |                                                           | 41° 35′ 32″ N, 2° 17′ 44″ E / 41.59236111°N,2.29555556°E 179.2 msnm                                                                |                                                      |                                      | Modifica les dades a Wikidata |